# Alferes Custódio Manuel Alves
Alferes Custódio Manuel Alves (Itu, 18 de fevereiro de 1803 – Campinas, 19 de setembro de 1866) foi um político paulista, vereador e presidente da Câmara Municipal de Campinas, então Vila de São Carlos, na primeira metade do século XIX.

## Origens
Na história de Campinas houve três pessoas que ostentaram esse nome: pai, filho e neto. O Alferes Custódio Manuel Alves, aqui biografado, era filho do primeiro Custódio Manuel Alves (1772-1816), capitão português nascido em São Pedro do Bairro, Concelho de Famalicão, Braga, dizimeiro da Vila de São Carlos, e de Ana Maria Cordeiro Novaes (1778-1852), natural da Vila de Itu, que aí se casaram em 1794.
Ana Maria Cordeiro Novaes, que Silva Leme nomeia Ana Maria Novaes Cordeiro, filha do Alferes Joaquim Novaes de Magalhães e de Ana Cordeiro Monteiro, pertencia às famílias Aranha, de Itu, e Correia de Moraes, de Porto Feliz. Era sobrinha neta do célebre Capitão-mor Vicente da Costa Taques Gois e Aranha e descendia, em linha reta, dos bandeirantes Pedro Vaz de Barros, fundador de São Roque, e de Francisco Dias Velho, povoador da ilha de Santa Catarina, onde fundou a Vila de Nossa Senhora do Desterro, atual Florianópolis.

## Cargos exercidos
O segundo Custódio Manuel Alves foi alferes das ordenanças na Vila de São Carlos, onde sua família se estabeleceu na primeira década do século XIX. No foro de Campinas ocupou relevantes cargos, como o de escrivão e o de juiz de órfãos. Funcionou, outrossim, como coletor de impostos e, dedicado ao comércio, mantinha na cidade negócio de fazendas secas.
Em 1826 foi empossado vereador do Concelho da Vila de São Carlos (31ª legislatura), também composto por Antônio José de Brito, Antônio Benedito de Cerqueira Leite, Joaquim José de Moraes, João Leite de Freitas e Domingos Leite da Silva.
Em virtude da Lei de 1º de Outubro de 1828, os concelhos foram substituídos por câmaras municipais, assim como alterou-se a duração dos mandatos, de um para quatro anos. Na 35ª legislatura (1837-1840), Custódio Manuel Alves presidiu a Câmara da Vila São Carlos, sendo demais vereadores os seguintes cidadãos: Padre João Albertino de Seixas, Dr. Antônio Joaquim de Sampaio Peixoto, Dr. Justiniano de Melo Franco, José de Campos Sousa, Joaquim Quirino dos Santos e José de Sousa Campos.

## Casamento e descendência
Casou-se em 1828 o Alferes Custódio Manuel, na Vila de São Carlos, com Ana Carolina de Barros, natural de Mogi Mirim, filha do Capitão Luís Silvério de Barros e de Ana Esméria da Cruz, esta filha do Capitão-mor José dos Santos Cruz, da mesma vila. Tiveram dezessete filhos, dos quais sobreviveram:
- [1] o Dr. Luís Silvério Alves Cruz, ilustre cidadão, deputado à Assembleia Provincial em diversas legislaturas, presidente da Província de Goiás;
- José Manuel Alves Cruz;
- Joaquim Teodoro Alves;
- Irmã Ana Alves Cruz, freira professa do Convento de Santa Teresa;
- Custódio Manuel Alves, o terceiro do nome, um dos três fundadores do Clube Semanal de Cultura Artística, de Campinas;
- Francisco Alves Cruz;
- João Alves Cruz;
- Amélia Alves Cruz;
- Antônio Alves de Barros Cruz (bisavô do radialista e teledramaturgo Cassiano Gabus Mendes[7]);
- Gertrudes Alves Cruz;
- Maria Umbelina Alves Couto, criadora, ao lado do bispo Dom João Batista Correia Néri, do colégio campineiro Liceu Salesiano Nossa Senhora Auxiliadora;
- Galdino Luís Alves Cruz;
- Inocêncio Luís Alves Cruz; e,
- Manuel Alves de Barros Cruz, atuante cidadão em Campinas.

Faleceu a 19 de setembro de 1866, estando sepultado no Cemitério do Santíssimo Sacramento daquela cidade.